# Aker (Egypte)
Aker was een Egyptische god. De god werd bedacht in de Pre-dynastieke periode vergelijkbaar met de god Min. Aker wordt niet genoemd in de pyramideteksten, maar is wel aanwezig op grafschilderingen.
Aker wordt afgebeeld als twee zittende leeuwen met de rug tegen elkaar. Andere varianten zijn:
- Een land (ta) met een leeuwenhoofd aan het einde
- Een leeuw met twee mensenhoofden

## Rol van de god
De god Aker stelt de westelijke en oostelijke horizon voor. Hij had een beschermende rol; zo stond Aker erom bekend dat hij gedurende de nacht de boot van zonnegod Ra veilig van de west naar de oost bracht, zonder dat deze werd aangevallen door de slangendemon Apophis.
De oude Egyptenaren geloofden dat de zon 's nachts door een tunnel in de aarde reisde, een tunnel met een westelijke poort (waar de zon naar binnen ging) en een oostelijke poort (waar zij er weer uitkwam). Deze twee poorten werden respectievelijk door één leeuwgod bewaakt, die samen Aker vormden. Ook de farao kon op zijn reis naar het dodenrijk gebruikmaken van deze poorten, die Aker voor hem opende wanneer hij de juiste bezweringen uitsprak.
Aangezien hij de horizonnen, die de in- en uitgangen vormden van de onderwereld, verpersoonlijkte speelde hij een belangrijke rol in de funeraire sfeer. De beeltenis van de twee leeuwen wordt ook vaak gebruikt bij de ingang van tempels en paleizen.
Naast Akers vertegenwoordiging van de oostelijke en westelijke horizonnen, stond hij ook bekend om het feit dat hij het gif uit slangenbeten kon absorberen, of dit neutraliseren in het geval van inslikken.

## Cultus
Aker was een god die niet aanbeden werd. Het had geen cultus-centrum, maar werd meer gezien als een element van teksten na de dood.
Aker · Amaoenet · Ammit · Amenhotep, zoon van Hapoe · Amon · Amon-Re · Amset · Anat · Andjeti · Anhoer · Anubis · Anoeket · Apedemak · Apepi · Apis · Arensnuphis · Astarte · Atoem · Aton · Baäl · Baälat · Bat · Banebdjedet · Bastet · Benben · Benoe · Bes · Buchis · Chentiamentioe · Chepri · Chons · Doeamoetef · Geb · Hapy (Nijlgod) · Hapy (zoon van Horus) · Harmachis · Harpocrates · Hathor · Hatmehyt · Heh en Hehet · Heka · Heket · Herisjef · Hesat · Horus · Hoe · Iaret · Imhotep · Ishtar · Isis · Isis-Sothis · Kebehsenoef · Kek · Chnoem · Maät · Mandulis · Mentoe · Meretseger · Mesechenet · Min · Miysis · Mnevis · Moet · Naoenet · Nechbet · Nechen en Pe · Nefertem · Neith · Nennoe · Nephthys · Noen · Noet · Osiris · Pachet · Ptah · Qetesh · Ra · Renenoetet · Renpit · Resjef · Satet · Sechmet · Selket · Serapis · Sesjat · Seth · Sjoe · Sobek · Sokaris · Sopdet · Ta-Bitjet · Tabh · Tatenen · Taweret · Tefnoet · Thoth · Wadjet · Wepwawet · Werethekaoe ·